# Zenon fra Kition
Bemærk at Zenon fra Kition ikke skal forveksles med Zenon fra Elea (elev af Parmenides).
Zenon fra Kition (ca. 334 f.Kr. – ca. 262 f.Kr.) var en hellenistisk filosof af fønikisk herkomst fra Kition (på græsk: Κίτιον) i Cypern. Zenon var grundlæggeren af den stoiske filosofiske skole, hvor han underviste i Athen fra omkring 300 f.Kr. Baseret på de kyniske moralske ideer lagde stoicismen stor vægt på godhed og ro i sindet, hvilket blev opnået ved at leve et liv i dyd i overensstemmelse med naturen. Stoicismen blev meget populær og blomstrede som en af de store filosofiske skoler fra den Hellenistiske periode til Romertiden. I renæssancen fik den en vækkelse som neostoicisme, og i nutiden som moderne stoicisme.
Et månekrater har fået navn efter Zenon.